# مقاطعة بستك
مقاطعة بستك (بالفارسية: شهرستان بستک) هي إحدى مقاطعات في محافظة هرمزغان في جنوب إيران. مركز مقاطعة بستك هو مدينة بستك.

## التقسيمات الادارية لمقاطعة بستك
على أساس التقسيمات الإدارية الحديثة تنقسم مقاطعة بستك إلى 3 نواحي كبيرة كالتالي :
- الناحية المركزية (بستك) وتشمل 4 قرى كبيرة كالتالي:
  -  دهستان گوده
  - دهستان فتویه
  -  دهستان ده‌تل
  -  دهستان ایلود

المدن: بستك
- ناحية كوخرد .وتشمل قريتين كبيرتين كالتالي:
  - دهستان کوخرد
  -  دهستان هرنگ
- ناحية جناح .تشمل 3 قرى كبيرة كالتالي:
  -  دهستان فرامرزان
  -  دهستان جناح
  -  دهستان کمشک

المدن: جناح

## وصلات خارجية
- التقسيمات الادارية لمحافظة هرمزغان